# Ellie Kemper
Elizabeth Claire Kemper (sinh ngày 2 tháng 5, 1980) là một nữ diễn viên và nghệ sĩ hài người Mỹ. Cô đã được dề cử cho một  Giải Lựa chọn của giới phê bình điện ảnh, hai giải Critics' Choice Television, hai giải Primetime Emmy, ba giải Satellite, và bảy giải Nghiệp đoàn Diễn viên Màn ảnh.
Kemper được biết với vai diễn Erin Hannon trong sitcom The Office (2009–2013) và Kimmy Schmidt trong sitcom Unbreakable Kimmy Schmidt (2015–2019), hai loạt phim đã mang về cho cô hai đề cử liên tiếp cho giải Primetime Emmy cho Nữ diễn viên chính xuất sắc trong một bộ phim hài. Cô cũng đã xuất hiện trong các bộ phim, đáng chú ý là Bridesmaids (2011), Cớm học đường (2012), Sex Tape (2014), và gần đây nhất là Home Sweet Home Alone (2021). Năm 2018, cô đã phát hành cuốn sách đầu tay của mình, My Squirrel Days.

## Thời thơ ấu
Kemper được sinh ra tại Kansas City, Missouri, là con thứ hai trong số bốn người con của Dorothy Ann "Dotty" (nhũ danh Jannarone) và David Woods Kemper, con trai của một trong những gia đình giàu có nhất Missouri. Cha cô là chủ tịch điều hành của Commerce Bancshares, một công ty cổ phần ngân hàng do gia đình Kemper thành lập. Cô là cháu gái của Mildred Lane Kemper, trùng tên Bảo tàng Nghệ thuật Mildred Lane Kemper tại Đại học Washington ở St. Louis và là chắt gái của chủ ngân hàng, nhân viên bảo hiểm và ông trùm đường sắt William Thornton Kemper Sr.
Cô là chị gái của biên kịch truyền hình Carrie Kemper. Kemper là người gốc Ý (từ ông ngoại của cô), Anh, Pháp và Đức. Kemper được nuôi dạy như và vẫn là một tín đồ Công giáo La Mã.
Vào năm 1999, Kemper tham gia Veiled Prophet Ball với tư cách là một debutante ở tuổi 19, và cô được mệnh danh là Nữ hoàng Tình yêu và Sắc đẹp của Nhà tiên tri Che giấu. Sự tham gia của cô đã gây ra tranh cãi vào năm 2021 do xuất thân của nó vốn được mô tả là "phân biệt chủng tộc và theo chủ nghĩa tinh hoa". Phản ứng dữ dội đã khiến Kemper đưa ra một tuyên bố lên án da trắng thượng đẳng và xin lỗi vì đã tham gia sự kiện, nói rằng mặc dù cô không biết về "quá khứ phân biệt chủng tộc, phân biệt giới tính và tinh hoa" của sự kiện, cô đã đủ lớn để tự giáo dục bản thân.

### Giáo dục

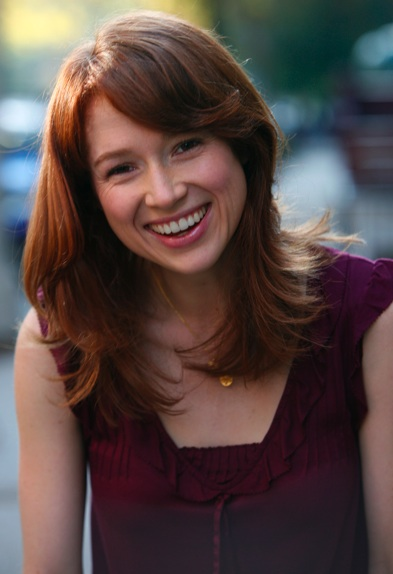
Kemper vào năm 2002

Gia đình Kemper chuyển đến St. Louis khi cô mới 5 tuổi. Cô theo học trường tiểu học Conway ở vùng ngoại ô giàu có Ladue và học trung học tại trường John Burroughs, nơi khởi đầu niềm đam mê với sân khấu và hài kịch ứng biến của cô. Một trong những giáo viên của cô là nam diễn viên Jon Hamm, người đã cùng cô xuất hiện trong một vở kịch của trường.
Kemper tốt nghiệp Đại học Princeton vào năm 2002 với bằng Cử nhân Nghệ thuật. Tại Princeton, Kemper là thành viên của Quipfire, nhóm hài kịch ứng biến của trường được biết đến với những trò đùa tinh vi của họ. Cô cũng là một thành viên của câu lạc bộ ăn uống Ivy Club. Kemper đã hoàn thành luận án cao cấp dài 82 trang có tựa đề "Isn't It Ironic?" trong một phần của bằng đại học của cô, dưới sự giám sát của Susan Wolfson và sự đóng góp của Ulrich C. Knoepflmacher.
Khi còn là sinh viên năm hai, cô đã chơi trong đội khúc côn cầu trên cỏ tham gia giải vô địch quốc gia năm 1998 của Princeton, nhưng cô ngồi trên băng ghế dự bị "khoảng 97%" thời gian trước khi chuyển vào năm sau để tập trung vào sân khấu. Kemper theo học Đại học Worcester, Oxford, trong một năm, nơi cô theo học để lấy bằng thạc sĩ về văn học Anh.

## Sự nghiệp

### Sự nghiệp hài kịch
Ellie Kemper
Kemper tiếp tục sở thích hài kịch ứng biến khi ở Princeton. Kemper tham gia Quipfire!, nhóm hài ứng biến lâu đời nhất của Princeton, và Princeton Triangle Club, một đoàn kịch hài kịch lưu diễn. Cô ấy cũng xuất hiện trong một điểm phát thanh quảng cáo cho Dunkin 'Donuts.
Kemper đã kiếm được thẻ Nghiệp đoàn Diễn viên Màn ảnh của mình khi làm quảng cáo bán lều khuyến mãi kéo dài một tuần tại Kmart. Đoạn phim quảng cáo có cảnh cô đi cắm trại với người chồng trên màn ảnh và một cảnh quay con tarantula bò qua mặt cô. Cô thường xuyên xuất hiện trong các bản hài kịch ngắn trong Late Night with Conan O'Brien vào cuối những năm 2000, và đã xuất hiện với tư cách khách mời trong Important Things with Demetri Martin, và chương trình truyền hình thực tế The Gastineau Girls của đài truyền hình E!, được coi là "vai diễn đột phá" của cô. Mặc dù là chương trình truyền hình thực tế, vai diễn của cô được viết kịch bản. Cô đã xuất hiện trên The P.A của Fuse TV. Vào tháng 10 năm 2008, Kemper xuất hiện trên The Colbert Report trong một PSA về sự kiêng cữ của cử tri thanh thiếu niên. Kemper đã viết cho một số chương trình hài kịch ngắn, nhiều trong số đó được viết với bạn diễn hài Scott Eckert, người bạn đồng tốt nghiệp trường Princeton. Kemper là nhà văn đóng góp cho tờ báo châm biếm quốc gia The Onion và McSweeney's. Cô cũng đóng góp cho trang tin tức The Huffington Post.

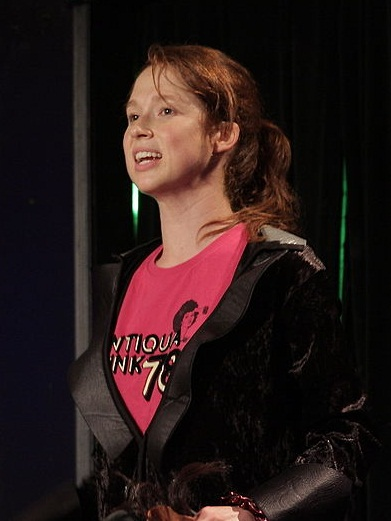
Kemper biểu diễn "Feeling Sad/Mad with Ellie Kemper" tại Nhà hát Upright Citizens Brigade năm 2008

Khi chuyển đến Thành phố New York, Kemper đã tham gia vào nhà hát People's Improv Theatre và lữ đoàn kịch thành phố Upright Citizens, một nhà hát hài kịch ứng biến và hài kịch ngắn. Cô ấy đã xuất hiện trong một số chương trình của lữ đoàn, bao gồm Death and/or Despair, Listen Kid, Gang Bang và The Improvised Mystery. Tại lữ đoàn, cô đã biểu diễn cùng với các nhóm hài kịch Mailer Daemon và fwand. Tại People's Improv Theatre, cô đã biểu diễn cùng với nhóm hài kịch Big Black Car. Vào tháng 8 năm 2008, cô đã thử vai cho một vị trí trong Saturday Night Live, chương trình hài kịch ngắn của NBC, nhưng cô không được chọn. Vào tháng 7 năm 2009, Kemper đã được vinh danh là một trong "10 Nghệ sĩ hài độc thoại nên xem" của tạp chí Variety.
Ellie Kemper về The Office
Vào năm 2007, cô xuất hiện trong How to Kick People, một màn trình diễn kết hợp giữa hài kịch và văn học. Vào tháng 3 năm 2008, cô đã viết và biểu diễn trong chương trình độc diễn "Dumb Girls" thông qua Nhà hát Upright Citizens Brigade. Cô ấy cũng đã biểu diễn trong chương trình độc diễn "Feeling Sad/Mad with Ellie Kemper" và đã xuất hiện trong các bản hài kịch ngắn trên Funny or Die, trang web hài bởi công ty sản xuất của Will Ferrell và Adam McKay, Gary Sanchez Productions.
Kemper dạt được tiếng tăm trên Internet vào tháng 8 năm 2007 nhờ vai diễn trong "Blowjob Girl", một video trên trang web hài kịch Derrick Comedy. Kemper nói về đoạn video trong một cuộc phỏng vấn tháng 4 năm 2010 với The A.V. Club: "Tôi thực sự không thích video đó và tôi ước rằng mình đã không tham gia vào nó, mặc dù tôi biết rằng nó là một trò đùa. Tôi ghét việc nó trở nên nổi tiếng bởi vì tôi không nghĩ rằng nó buồn cười và tôi không muốn nó là biểu tượng cho những tác phẩm của mình. Đó chỉ là một video trong số rất nhiều video, nhưng nó khiến tôi ý thức được việc không muốn làm một video như vậy nữa." Kemper cũng đã đóng góp một bài báo cho CollegeHumor với tiêu đề "Regarding Our Decision Never to See Me Again". Cô cũng có một vai nhỏ trong bộ phim Mystery Team năm 2009. Kemper đã đóng vai chính trong một đoạn quảng cáo iPhone giả trong Late Night with Conan O'Brien vào tháng 1 năm 2007, sáu tháng trước khi chiếc iPhone đầu tiên được phát hành. Kemper xuất hiện trong bộ phim hài kịch của Sofia Coppola, Somewhere vào năm 2010. Cô xuất hiện trong Bridesmaids vào năm 2011. Vào ngày 3 tháng 4 năm 2013, đã có thông báo rằng Kemper sẽ lồng tiếng cho một nhân vật trong một tập của bộ phim hoạt hình sitcom American Dad!.
Kemper đã thử vai cho một vai trong Parks and Recreation, một loạt phim hài của NBC bắt đầu vào năm 2009 bởi Michael Schur và Greg Daniels, tác giả của loạt phim The Office. Cô không được giao vai này, nhưng đã nhận được một cuộc gọi trở lại để thử vai cho một vai phụ trong The Office với vai Erin Hannon, một thư ký thay thế cho thư ký Pam Beesly khi cô rời công việc một thời gian ngắn vào cuối mùa thứ năm. Kemper đã được chọn vào vai, và bắt đầu xuất hiện trong chương trình vào tháng 4 năm 2009. Nhân vật ban đầu được viết là một người châm biếm và khô khan, nhưng các nhà biên kịch đã thay đổi nhân vật trở nên vui vẻ và lạc quan để giống với Kemper hơn. Kemper mô tả nhân vật là "một phiên bản phóng đại của chính tôi". Kemper tự mô tả mình là một "fan cuồng nhiệt" của chương trình và rất vui khi được tham gia chương trình. Mặc dù ban đầu nhân vật được dự định cho bốn tập, các nhà sản xuất đã rất ấn tượng với Kemper và ký hợp đồng với cô vào vai chính trong mùa thứ sáu. Jennifer Celotta, một nhà biên kịch của loạt phim, đã mô tả Kemper là một "sự bổ sung thú vị" cho loạt phim.

### Sự nghiệp truyền hình

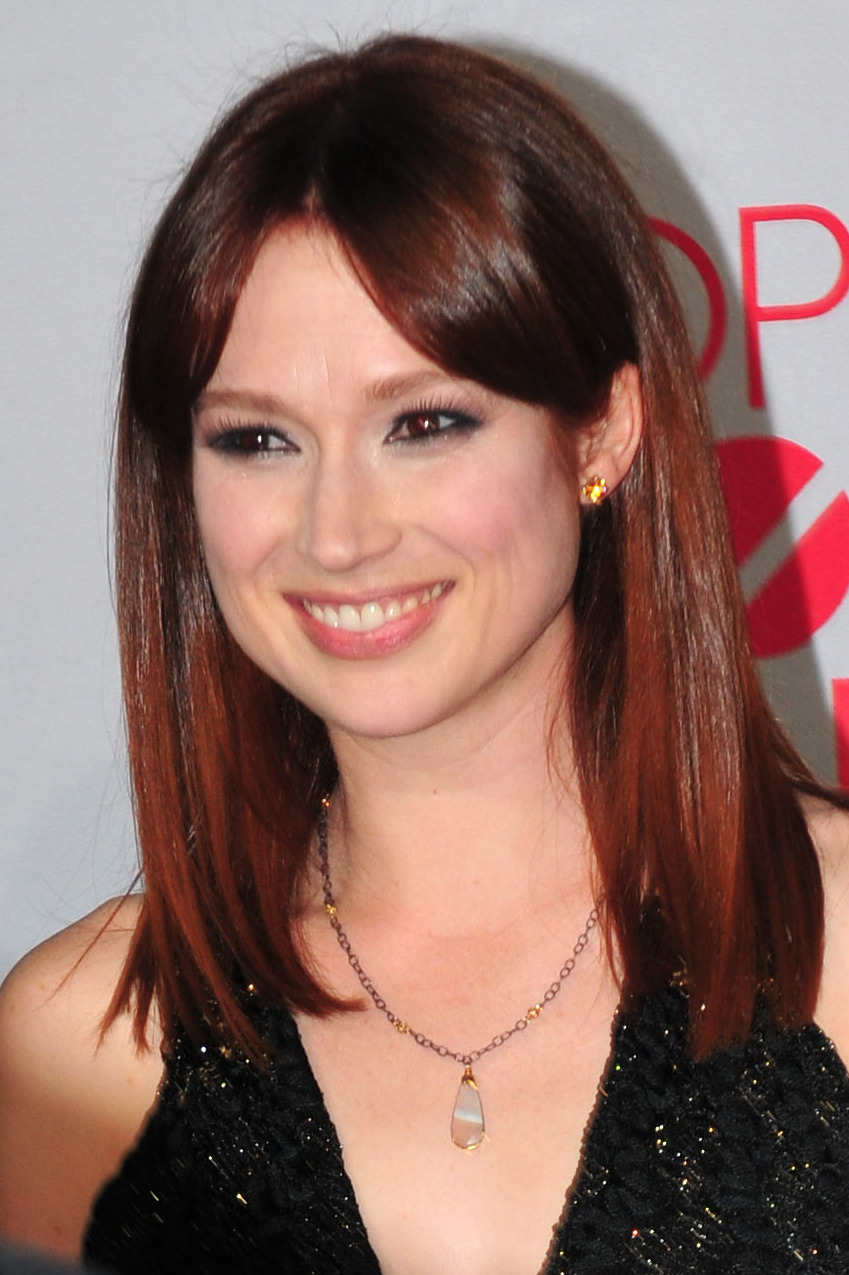
Kemper tại lễ trao giải People's Choice Awards lần thứ 38 vào tháng 1 năm 2012

Kemper đã nhận được những đánh giá tích cực cho vai diễn của cô ấy trong The Office. Alan Sepinwall, người phụ trách chuyên mục truyền hình của The Star-Ledger, đã ca ngợi "niềm vui và sự ngọt ngào truyền nhiễm" mà cô mang đến cho chương trình. Joshua Ostroff của Eye Weekly đã mô tả Erin là một trong những nhân vật truyền hình mới xuất sắc nhất của mùa 2008–2009 và nói, "Sự đáng yêu cao cấp, thái độ bất chấp mọi thứ và sự tử tế tuyệt đối không giống bất kỳ ai khác trong văn phòng, thêm vào chào mừng nếp nhăn mới cho mùa tới." Andy Shaw của TV Fodder cho biết cô "thêm chút mới mẻ cho dàn diễn viên" và Josh McAuliffe của The Times-Tribune tại Scranton, Pennsylvania, cho biết anh thích "tính cách vui vẻ, lôi cuốn" của Erin. Nhiều nhà phê bình đã chọn cô ấy như một điểm nhấn của mùa thứ tám của chương trình sau sự ra đi của Steve Carell. Vào tháng 10 năm 2009, Kemper đã xuất hiện trong Subtle Sexuality, một bộ ba tập phim trên web của The Office về những nỗ lực của Erin và Kelly Kapoor (Mindy Kaling) để bắt đầu một nhóm nhạc nữ.
Sau The Office, cô đóng vai chính trong loạt phim hài kịch của Netflix Unbreakable Kimmy Schmidt với vai nhân vật chính lạc lõng. Cô đóng vai một người từng bị bắt cóc và bị bắt làm thành viên giáo phái mong muốn rũ bỏ thân phận thương hại của mình và chuyển đến New York. Diễn xuất của cô trong chương trình đã được hoan nghênh rộng rãi và cô đã nhận được nhiều đề cử giải thưởng của Nghiệp đoàn Diễn viên Màn ảnh và giải Primetime Emmy cho Nữ diễn viên chính xuất sắc trong loạt phim hài.
Vào mùa hè năm 2015, Kemper là đồng đẫn chương trình của Today cùng với Al Roker, Natalie Morales, Tamron Hall và Willie Geist.
Vào năm 2019, cô xuất hiện với tư cách là giám khảo khách mời trong mùa 14 của America's Got Talent.

### Các hoạt động khác
Vào ăm 2018, Kemper đã thu âm cho sách nói A Day in the Life of Marlon Bundo. Cô cũng đã ghi âm sách nói cho The Legends of Greemulax năm 2019, một cuốn tiểu thuyết do nhân vật Kimmy Schmidt của cô viết.
Cô cũng xuất bản cuốn sách đầu tiên của mình vào năm 2018, mang tên My Squirrel Days.

## Đời tư
Vào năm 2012, Kemper đã đính hôn với nhà văn hài kịch Michael Koman. Cặp đôi kết hôn vào ngày 7 tháng 7 năm 2012.
Kemper có hai người con trai, sinh vào tháng 8 năm 2016 và tháng 9 năm 2019. Trong chương trình The Late Show with Stephen Colbert, Kemper nói rằng người chồng Do Thái của cô đã đồng ý nuôi dạy những đứa con của họ theo Công giáo La Mã.

## Danh sách phim

### Điện ảnh
| Năm  | Tựa đề                   | Vai diễn           | Ghi chú             |
| ---- | ------------------------ | ------------------ | ------------------- |
| 2009 | Mystery Team             | Jamie              |                     |
| 2009 | Cayman Went              | Girl in Bar        |                     |
| 2010 | Get Him to the Greek     | Pinnacle Executive |                     |
| 2010 | Somewhere                | Claire             |                     |
| 2011 | Bridesmaids              | Becca              |                     |
| 2012 | Cớm học đường            | Ms. Griggs         |                     |
| 2012 | Rich Girl Problems       | Lucretia           | Phim ngắn           |
| 2013 | Identity Thief           | Flo                | Không được ghi danh |
| 2014 | Laggies                  | Allison            |                     |
| 2014 | Sex Tape                 | Tess               |                     |
| 2014 | They Came Together       | Karen              |                     |
| 2014 | The Nobodies             | Julie              | Phim ngắn           |
| 2016 | Đẳng cấp thú cưng        | Katie              | Lồng tiếng          |
| 2017 | The Lego Batman Movie    | Phyllis            | Lồng tiếng          |
| 2017 | Xì Trum: Ngôi làng kỳ bí | Smurf Blossom      | Lồng tiếng          |
| 2019 | Đẳng cấp thú cưng 2      | Katie              | Lồng tiếng          |
| 2020 | We Bare Bears: The Movie | Produce Lucy       | Lồng tiếng          |
| 2020 | The Stand In             | Jenna Jones        |                     |
| 2021 | Home Sweet Home Alone    | Pam McKenzie       |                     |

### Truyền hình
| Năm             | Tựa đề                               | Vai diễn                                       | Ghi chú                                                                    |
| --------------- | ------------------------------------ | ---------------------------------------------- | -------------------------------------------------------------------------- |
| 2007            | Redeeming Rainbow                    | Shelly                                         | Phim truyền hình                                                           |
| 2007–2008       | Mister Glasses                       | Kitty                                          | 5 tập                                                                      |
| 2009–2010       | Important Things with Demetri Martin | Allison / Felicia                              | 2 tập                                                                      |
| 2009–2013       | The Office                           | Erin Hannon                                    | Vai định kỳ: Mùa 5 Vai chính: Mùa 6–9 (107 tập)                            |
| 2010            | The Office: The 3rd Floor            | Erin Hannon                                    | 3 tập                                                                      |
| 2012            | NTSF:SD:SUV::                        | Fitzpatrick                                    | Tập: "Whack-a-Mole"                                                        |
| 2012            | Robot Chicken                        | Tracy / Female Passenger (lồng tiếng)          | Tập: "Crushed by a Steamroller on My 53rd Birthday"                        |
| 2012–2013       | The Mindy Project                    | Heather                                        | 3 tập                                                                      |
| 2013–2018       | Sofia Đệ Nhất                        | Crackle (lồng tiếng)                           | 10 tập                                                                     |
| 2013–2014       | Hollywood Game Night                 | Chính cô                                       | 2 tập                                                                      |
| 2013            | Brenda Forever                       | Brenda Miller                                  | Phim truyền hình                                                           |
| 2014            | The Ellen DeGeneres Show             | Chính cô (dẫn chương trình tạm thời)           | Tập: "11.96"                                                               |
| 2014            | American Dad!                        | Jenna (lồng tiếng)                             | Tập: "Introducing the Naughty Stewardesses"                                |
| 2014            | Comedy Bang! Bang!                   | Chính cô                                       | Tập: "Ellie Kemper Wears a Purple Ruffled Sleeveless Top & Lavender Flats" |
| 2015–2020       | Unbreakable Kimmy Schmidt            | Kimmy Schmidt                                  | Vai chính (52 tập)                                                         |
| 2015            | The Today Show                       | Chính cô (đồng dẫn chương trình, Today's Take) | Chương trình thời sự buổi sáng (29 tháng 6, 2015 – 17 tháng 7, 2015)       |
| 2015, 2017–2018 | Chúng tôi đơn giản là gấu            | Produce Lucy (lồng tiếng)                      | 4 tập                                                                      |
| 2015            | WordGirl                             | Rose Franklin (lồng tiếng)                     | Tập: "News Girl"                                                           |
| 2015            | Drunk History                        | Nellie Bly                                     | Tập: "Journalism"                                                          |
| 2016            | Animals.                             | Princess (lồng tiếng)                          | Tập: "Dogs."                                                               |
| 2016            | All Hail King Julien                 | Karen (lồng tiếng)                             | Tập: "Revenge of the Prom"                                                 |
| 2017            | Julie's Greenroom                    | Chính cô                                       | 2 tập                                                                      |
| 2018            | The Who Was? Show                    | Chính cô (người kể chuyện cho Amelia)          | Tập: "Isaac Newton & Amelia Earhart"                                       |
| 2019            | At Home with Amy Sedaris             | Chính cô                                       | Tập: "Anniversary"                                                         |
| 2019            | Live in Front of a Studio Audience   | Gloria Stivic                                  | Tập: "Norman Lear's All in the Family and The Jeffersons"                  |
| 2019            | America's Got Talent                 | Chính cô (giám khảo khách mời)                 | Mùa 14                                                                     |
| 2020            | The Simpsons                         | Mary (lồng tiếng)                              | Tập: "A Springfield Summer Christmas for Christmas"                        |

## Sách báo
- Kemper, Ellie (2018). My Squirrel Days. Scribner. ISBN 978-1-5011-6334-0.

## Giải thưởng và đề cử
| Năm  | Hiệp hội                                       | Thể loại                                                     | Phim được đề cử           | Result    |
| ---- | ---------------------------------------------- | ------------------------------------------------------------ | ------------------------- | --------- |
| 2010 | Golden Nymph Awards                            | Outstanding Actress – Comedy Series                          | The Office                | Đoạt giải |
| 2010 | Nghiệp đoàn Diễn viên Màn ảnh                  | Outstanding Performance by an Ensemble in a Comedy Series    | The Office                | Đề cử     |
| 2011 | Nghiệp đoàn Diễn viên Màn ảnh                  | Outstanding Performance by an Ensemble in a Comedy Series    | The Office                | Đề cử     |
| 2012 | Nghiệp đoàn Diễn viên Màn ảnh                  | Outstanding Performance by an Ensemble in a Comedy Series    | The Office                | Đề cử     |
| 2012 | Liên minh các nữ nhà báo hoạt động về điện ảnh | Best Ensemble Cast                                           | Bridesmaids               | Đoạt giải |
| 2012 | Giải Lựa chọn của giới phê bình điện ảnh       | Best Acting Ensemble                                         | Bridesmaids               | Đề cử     |
| 2012 | Giải Điện ảnh và Truyền hình của MTV           | Best Jaw Dropping Moment                                     | Bridesmaids               | Đoạt giải |
| 2012 | Giải Điện ảnh và Truyền hình của MTV           | Best Cast                                                    | Bridesmaids               | Đề cử     |
| 2012 | New York Film Critics Online                   | Best Ensemble                                                | Bridesmaids               | Đoạt giải |
| 2012 | Nghiệp đoàn Diễn viên Màn ảnh                  | Outstanding Performance by a Cast in a Motion Picture        | Bridesmaids               | Đề cử     |
| 2012 | Washington D.C. Area Film Critics Association  | Best Ensemble                                                | Bridesmaids               | Đoạt giải |
| 2013 | Nghiệp đoàn Diễn viên Màn ảnh                  | Outstanding Performance by an Ensemble in a Comedy Series    | The Office                | Đề cử     |
| 2015 | Webby Awards                                   | Best Actress                                                 | Unbreakable Kimmy Schmidt | Đoạt giải |
| 2015 | Nghiệp đoàn Diễn viên Màn ảnh                  | Outstanding Performance by a Female Actor in a Comedy Series | Unbreakable Kimmy Schmidt | Đề cử     |
| 2016 | Giải Primetime Emmy                            | Outstanding Lead Actress in a Comedy Series                  | Unbreakable Kimmy Schmidt | Đề cử     |
| 2016 | Nghiệp đoàn Diễn viên Màn ảnh                  | Outstanding Performance by a Female Actor in a Comedy Series | Unbreakable Kimmy Schmidt | Đề cử     |
| 2017 | Giải Primetime Emmy                            | Outstanding Lead Actress in a Comedy Series                  | Unbreakable Kimmy Schmidt | Đề cử     |